# Ouégoa
Ouégoa – miasto na Nowej Kaledonii (terytorium zależne Francji). Według danych szacunkowych na rok 2010 liczy 2 177 mieszkańców.